# 报告班长3
《報告班長3》 是臺灣導演金鰲勳於1994年拍攝的一部軍教片，以中華民國陸軍炮兵连為背景，庹宗華、金城武、林志穎、陳為民、任賢齊主演，全長90分鐘。

## 劇情
在全軍營最素行不良、令人取笑、令師長無可奈何、且各項戰訓成績全是最後一名的第三營第三連，以林小穎、馬有為、艾德華、王道輝等為首的「混兵」集團更是名副其實的「混」，這群混兵也將迎來兩個特別的人物。師部有鑑第三連的狀況，特從幹訓班指派一名「機車班長」屠建勳擔任第三連的班長。原上級單位橄欖球隊的隊員、號稱「刀疤鐵頭」的金鐵生，因毫無團隊精神而被下令歸建、調回原單位重新學習團隊精神，當中也與小穎產生了些許摩擦。
在一次上級視察行動中，師長怕蔡連長的第三連出紕漏，於是命令第三連留在寢室內並負責廁所清潔及環境整理。第三連眼看精誠連受上級嘉許，心中有說不出的窩囊。
由於屠班長在操課之時兇萬分，對小穎等混兵更是不給面子、毫無通融的照表操課，才將第三連的風氣完全導正；也因兇日子過不下去，導致小穎無法負荷屠班長的訓練，而開始託付其母人脈，想盡辦法調往政戰單位（藝工隊）。
後來第三連被選拔為國軍戰技競賽的受測單位，但是卻被其他連隊看衰，認為是陪榜的、混出名的。視屠班長為｢眼中釘、肉中刺｣的精誠連王班長，當然不放過這個打擊、修理屠班長的大好機會。於第三連協同其他連的刺槍術演練中，王班長當著屠班長的面狠狠羞辱第三連，聽到精誠連王班長的訓斥，第三連全員非常不服氣。金鐵生更是心生不滿，於是在屠班長的推薦下，決定接受王班長有意羞辱的挑戰與精誠連的上兵進行比賽，於三千公尺小越野繞操場競跑以些微差距險勝此上兵。這場勝利終於激起第三連的士氣，逐漸從「混兵」開始轉變成「菁英」。
經一番苦心經營與訓練後，第三連士氣大振，「混兵」等人奮發向上，終於在五項戰技測驗中奪下第六名，讓第三連從當初的「混吃等退伍」成為了榮譽並重的優秀單位。
故事來到尾聲，在小穎即將前往藝工隊報到之際，回想著從前的甘苦時光，離開之際，滿懷感恩地向正在進行分列式的以往同袍敬舉手禮道別。而另一種「開放式結局」的說法是：林小穎並沒有調往藝工隊，而是繼續待在第三連、或是再次調回第三連，直到退伍（由影片開頭林小穎手上拿的退伍令，上方寫的職位為上兵砲手）。而馬有為、艾德華、王道輝等患難同袍都已退伍不在，也對應著在競賽前夕蔡連長訓話時，提到「南來北往的過客」之說的惆悵。

## 角色
| 角色                                     | 演員   | 國語配音 |
| （第三營師長）                           | 李景煊 |          |
| 蔡漢聲（第三營第三連上尉連長）           | 馬如風 |          |
| 屠建勳（第三連新任下士班長）             | 庹宗華 |          |
| 林小穎（一兵；混兵集團首席）             | 林志穎 |          |
| 金鐵生（一兵；原橄欖球隊國手）           | 金城武 |          |
| 馬有為（一兵；混兵集團）                 | 陳為民 |          |
| 王道輝（上兵；混兵集團）                 | 張立威 |          |
| 艾德華（上兵；混兵集團）                 | 任賢齊 |          |
| 黃治國（上兵；精誠連，與金鐵生比賽跑步） | 劉漢強 |          |
| 福利社小姐                               | 成小兵 |          |

## 臺詞

### 經典名句
- ｢你們以為五項戰技是兒戲嗎？假如你們要是在戰場上的話，早就全體陣亡了！看你們的樣子好像很不服氣，不服氣就給我爭氣！｣

- ｢我看你們不是來這裡當兵的，而是把這裡當成了暑期訓練營！」

- ｢人要臉，樹要皮，你不要給臉不要臉！很多人連『禮義廉恥』都不知道放到哪裡去了！｣

- ｢我從來沒有要求各位要去爭取第一，因為『第一』這兩個字離我們太遙遠了！｣

- ｢有些人很幸運，一生之中可以去愛很多的女人；但是，我比他們更幸運的是，我可以去愛更多的男人！」

### 經典笑話
- ｢廁所是給人用的，不是用來檢查的。｣（出處：第三連打掃廁所時，被機車班惡整）

- ｢還說沒有！你們不是想送班長一個字的嗎？｣（出處：混兵集團在私下痛批黑班長的「叛徒行徑」，當場被黑班長逮到）

- ｢我伺候你，伺候得還不夠好嗎？｣（出處：在徒手五千公尺長跑時，小穎與馬有為的吵架橋段）

- ｢茶來伸手，飯來張口，就差上廁所沒給你擦屁股。｣

- ｢那些青面獠牙，是什麼儷仕啊？｣

- ｢報告班長：我追人是一流的，包括男人在內。｣（出處：在徒手五千公尺長跑時，屠建勳與艾德華同時抵達終點時的對話）

- ｢艾德華，聽說你追女人是一流的，那你為什麼不試著先追追我呢？｣（出處：屠建勳逮著了準備鑽狗洞，溜出軍營幽會去的艾德華）

- ｢我們每個人都有病。｣、｢什麼病？｣、｢懶病。｣（出處：金鐵生與鄰座同袍的對話）

- ｢第三營第三連。｣（出處：第三連在全軍各項戰訓評鑑屢次墊底，開會時長官每次宣布第三連為墊底單位，第三連連長必須頓時起立數秒後坐下。）

- ｢阿母，我豆花啦！｣（出處：混兵集團在伙房私下開伙、險被屠建勳逮著時，小穎電話突然響起，王道輝接起電話硬拗場面）

- ｢我說『禮義廉恥』夾在國文課本裡！｣（出處：馬有為在屠建勳痛罵全連禮義廉恥跑到哪裡去時的吐槽、結果被屠找來一本國文課本罰他在廁所唸）

- ｢請假理由？｣

- ｢咱們見好就收。｣

- ｢轉得太快了吧！想唬弄班長的嗎？｣

- ｢明天早上記得來接我啦。｣

- ｢還好我們只有一個第三連，要不然我這個星星早就飛了。｣

## 曲目
- 片尾曲：陳逸達〈一路上有你陪伴〉

## 背景
- 陸軍內角營區（現今陸軍南區測考中心，簡稱南測中心）
- 將軍山
- 陸軍第一○九機械化師（因應精進專案，於2007年7月1日裁撤）

## 外部連結
- 開眼電影網上《报告班长3》的資料（繁體中文）
- 香港影庫上《报告班长3》的資料（繁體中文）
- 豆瓣电影上《报告班长3》的資料 （简体中文）
- 时光网上《报告班长3》的資料（简体中文）
- 爛番茄上《报告班长3》的資料（英文）
- 互联网电影数据库（IMDb）上《报告班长3》的资料（英文）